# Klaus Glahn
Klaus Glahn (n. 23 martie 1942, Hannover, Reich-ul German) este un judocan ce a reprezentat Germania, medaliat olimpic. A participat la 2 ediții ale Jocurilor Olimpice (1964, 1972) în care a câștigat o medalie de argint.